# Ukwiał (system przeciwminowy)
Ukwiał – system unieszkodliwiania min morskich używany przez Marynarkę Wojenną.

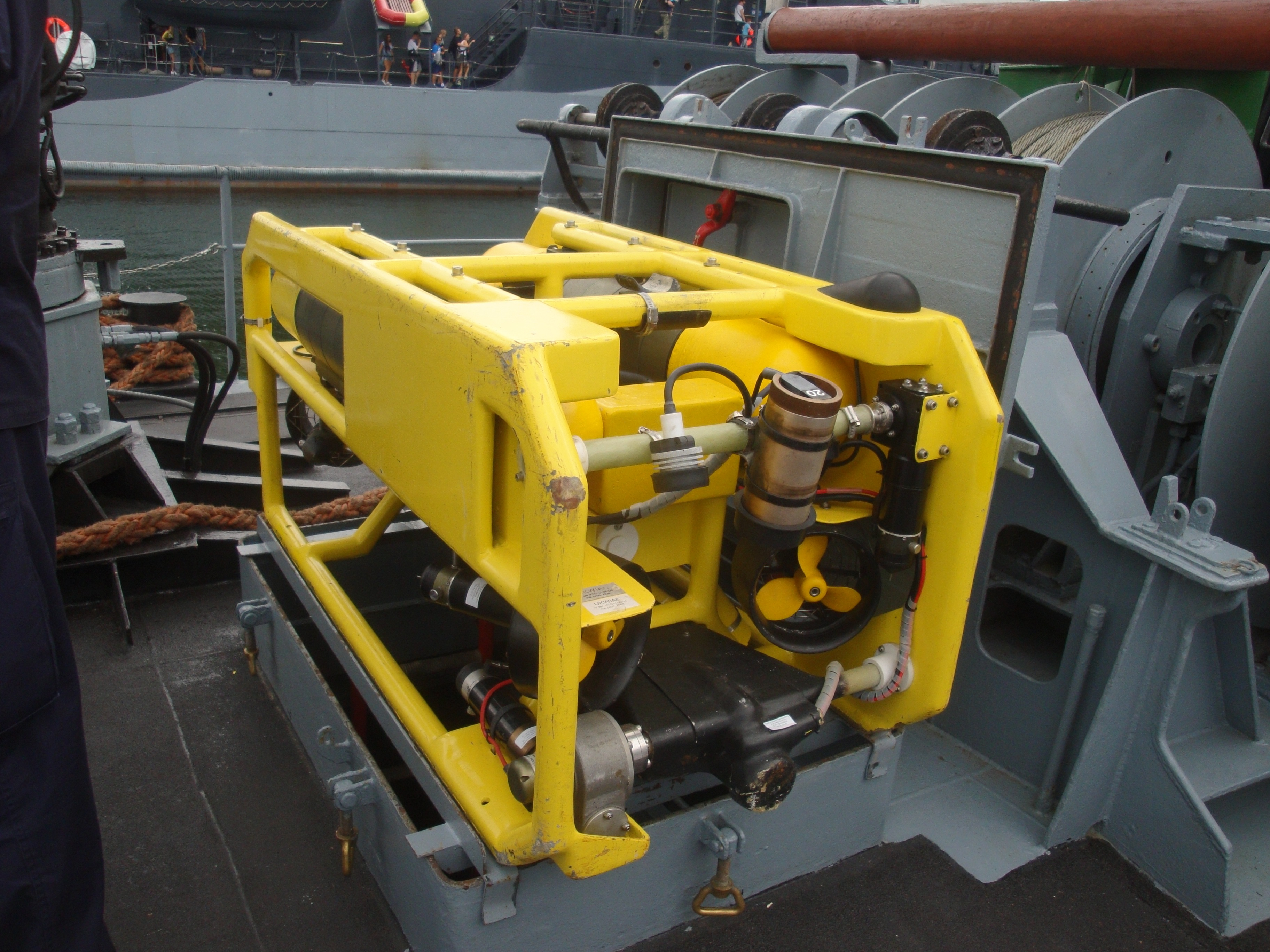
Zdalnie sterowany pojazd podwodny Ukwiał

Głównym elementem systemu jest zdalnie kierowany pojazd podwodny, który dostarcza ładunek wybuchowy Toczek w bezpośrednie sąsiedztwo miny (lub innego celu). Ukwiał został opracowany na Politechnice Gdańskiej w 1995, a wprowadzone zostały w 1999 na trzech niszczycielach min projektu 206FM.  

## Dane techniczne
Pojazd podwodny o masie własnej 175 kg i wymiarach 1,50 x 0,72 x 0,765 m ma 4 pędniki poziome i dwa pionowe, może poruszać się na głębokości od 5 do 200 metrów, w odległości poziomej od okrętu do 400 metrów z prędkością 3 węzłów (1,5 m/s) naprzód lub z prędkością 2 węzłów (1,0 m/s) na boki oraz w pionie. Zadbano o zmniejszenie pól fizycznych pojazdu. Na przykład silniki elektryczne mają specjalne ekranowanie, zmniejszające natężenie ich pola elektromagnetycznego. 
Pojazd połączony jest z okrętem za pomocą pępowiny (kabloliny) o długości 1000 m, średnicy 13,6 mm i neutralnej pływalności, umieszczonej na zwijarce. Zwijarka może zwijać i rozwijać linę z prędkością 1 m/s.

## Wyposażenie pojazdu podwodnego
Manipulator do umieszczania ładunku Toczek B, o długości 2,2 m i nośności 12 kg. 
System taśm do umieszczenia ładunku Toczek A
Dwie kamery telewizyjne: nawigacyjna, kolorowa oraz monochromatyczna, umieszczona na manipulatorze ładunku.
Dwie lampy o mocy 150 W
Sonar omiatający, zasięg 150 m
Echosonda
Kompas elektroniczny
Przechyłomierz elektrolityczny

## Konsola sterująca
Konsola sterująca znajduje się w pomieszczeniach okrętu, ma wymiary 1,1 x 1,765 x 1,15 m i waży 250 kg. Zawiera komputery w osobnych obudowach, ekrany kontrolne, elementy sterujące i transmisyjne.

## Działanie bojowe
System służy do unieszkodliwiania min wykrytych innym sposobem. Gdy okręt znajdzie się w pobliżu miny, pojazd podwodny zostaje zwodowany i podąża do określonej pozycji sterowany przez operatora, który kontroluje wzajemne położenie za pomocą okrętowej stacji hydroakustycznej i hydroakustycznego systemu nawigacyjnego z ultrakrótką bazą. Gdy pojazd podwodny znajdzie się w pobliżu pozycji miny, uruchamiany jest sonar omiatający zainstalowany na pojeździe. Dane z tego sonaru służą do ostrożnego podprowadzenia pojazdu na odległość, z której cel może być widziany przez zamontowane na pojeździe kamery. Po nawiązaniu kontaktu wzrokowego cel zostaje zidentyfikowany. W zależności od sytuacji, pojazd może oznaczyć dokładnie położenie miny, ustawiając w jej pobliżu nadajnik hydroakustyczny, oznaczyć dokładną pozycję geograficzną miny, pojazd może pozostać w sąsiedztwie miny do czasu przybycia płetwonurków lub umieścić zdalnie odpalany ładunek Toczek. 
Po ustawieniu ładunku Toczek, pojazd podwodny wraca do okrętu, zostaje podniesiony na pokład, a ładunek Toczek jest odpalany za pomocą kodowanego sygnału hydroakustycznego, niszcząc minę. 

## Wady i zalety
W ciągu dziesięcioletniej eksploatacji potwierdziły się spodziewane właściwości systemu. Zaobserwowano jednak pewne wady, z których najpoważniejszą była niezdolność do wykonywania zadań przy prądzie przekraczającym 0,25 m/s (0,5 węzła). Pomniejszymi wadami były: powolna praca sonaru, niedostateczne oświetlenie, brak możliwości obracania kamery nawigacyjnej, brak tylnej kamery oraz brak manipulatora pozwalającego podnosić przedmioty z dna.
Na bazie tych doświadczeń opracowano (również na Politechnice Gdańskiej) system głębinowy Morświn, o lepszych parametrach i modułowej konstrukcji.